# Агипранд
Агипранд (лат. Agiprand; первая половина VIII века) — герцог Сполето (742/743—744).

## Биография

Лангобардское государство при короле Лиутпранде

Основными повествующими о герцоге Агипранде нарративными источниками являются «История лангобардов» Павла Диакона и «Liber Pontificalis».
По свидетельству этих источников, Агипранд был племянником короля лангобардов Лиутпранда. Местом его правления до получения власти над Сполето было герцогство с центром в городе Клузий (современном Кьюси).
В конце 741 года правитель Сполетского герцогства Тразимунд II отказался отдать те города, которые король Лиутпранд обещал отдать папам римским Григорию III и Захарии за предоставление римского войска. Захарий пожаловался на герцога Тразимунда II королю. Лиутпранд собрал войско и вместе с воинами из Рима захватил город Сполето. Тразимунд II был лишён всех своих владений и помещён в монастырь. Сохранилась датированная 12 ноября 742 года королевская хартия, согласно которой, находившийся в Сполето Лиутпранд одарил одну из местных церквей. Преемником свергнутого Тразимунда II король назначил Агипранда. Предполагается, что это произошло в конце 742 или начале 743 года.
Сразу же после назначения на должность Агипранд вместе с гастальдами Такипертом и Рамнингом, а также с королевским посланцем (лат. missus) Гримоальдом, сопровождал папу Захарию из Интерамии, где тот встречался с королём Лиутпрандом, в Рим. Он также передал под власть папы римского ранее обещанные тому сполетские города Амелия, Орте, Бомарцо и Блера.
Правление Агипранда было недолгим. Вскоре после смерти короля Лиутпранда, скончавшегося в январе 744 года, он лишился своих владений. С помощью своего союзника, герцога Беневенто Годескалька, власть над Сполетским герцогством снова захватил Тразимунд II. По одним данным, Агипранд был изгнан и позднее безуспешно пытался снова овладеть герцогством, а по другим данным, убит возвратившимся в Сполето Тразимундом.